# King-Code
King-Code ist ein Kooperationsprojekt von zwei Berliner Schulen zum Besuch des Baptistenpredigers Martin Luther King jr. im September 1964 in Berlin. Schüler der Ernst-Reuter-Sekundarschule (Wedding) und des Rosa-Luxemburg-Gymnasiums (Pankow) begaben sich auf Spurensuche und trafen Zeitzeugen. Koordiniert wurde das Projekt durch das Gemeindejugendwerk Berlin-Brandenburg.

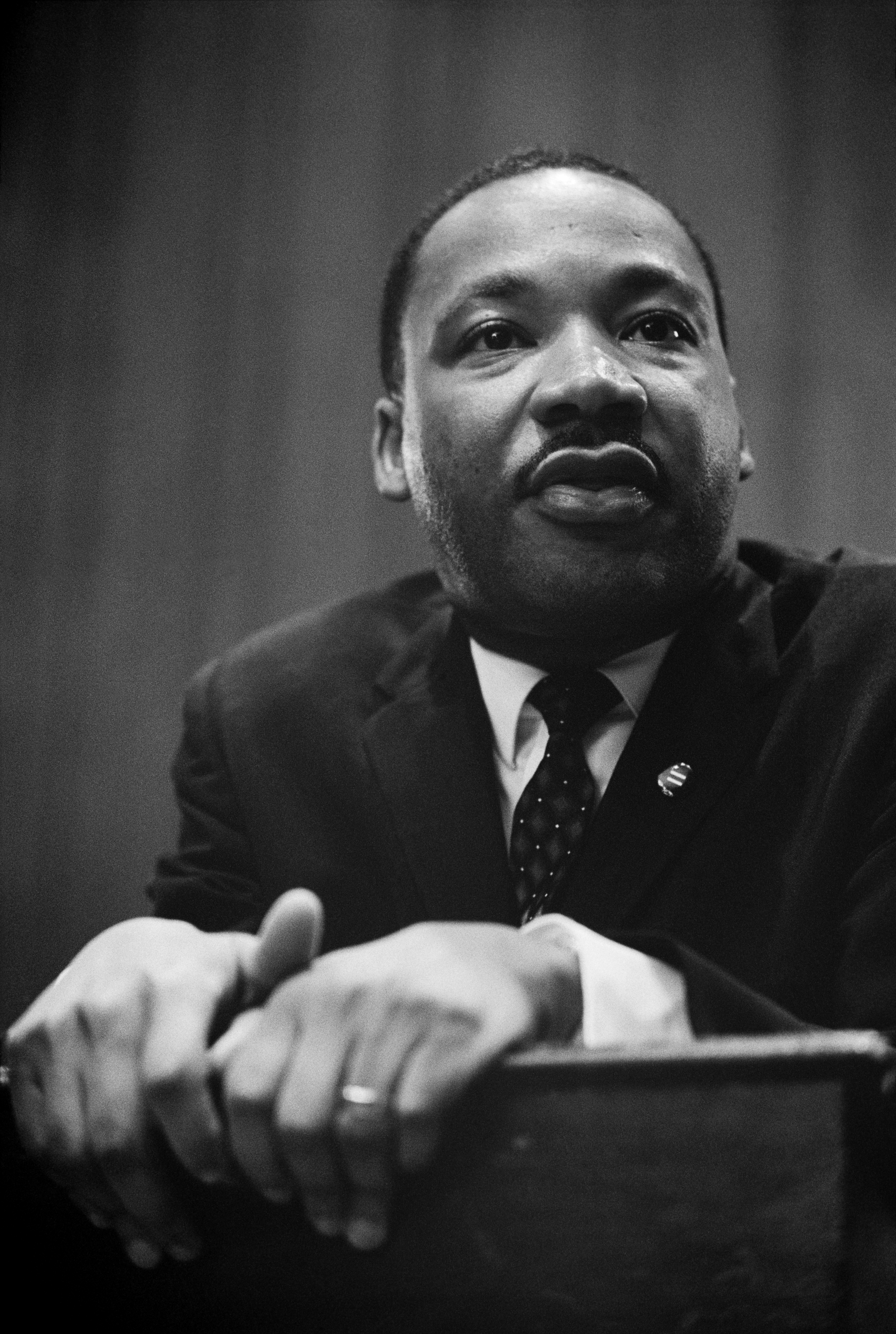
Martin Luther King (1964)

## Beschreibung
Schüler der beiden Schulen widmeten sich gemeinsam der Spurensuche nach Martin Luther King bei seinem Besuch in Berlin. King war damals unangekündigt von West- nach Ost-Berlin gereist; Auslöser war, dass 14 Stunden zuvor DDR-Grenzposten den über die Berliner Mauer flüchtenden Michael Meyer beschossen und schwer verletzt hatten. King kritisierte in Ost-Berlin „trennende Mauern der Feindschaft“. Dazu forschten die Schüler in Bibliotheken, Archiven und interviewten Zeitzeugen des Besuches von King im Jahre 1964. Auf einer Internetseite stellten sie einen virtuellen Rundgang dar, der den Spuren Kings bei seinem Besuch in Berlin folgt. Außerdem erarbeiteten die Schüler eine Wanderausstellung, die durch Berliner und Brandenburger Schulen ging. Im September 2014 war die Ausstellung öffentlich zu sehen in der Marienkirche (Berlin-Mitte).

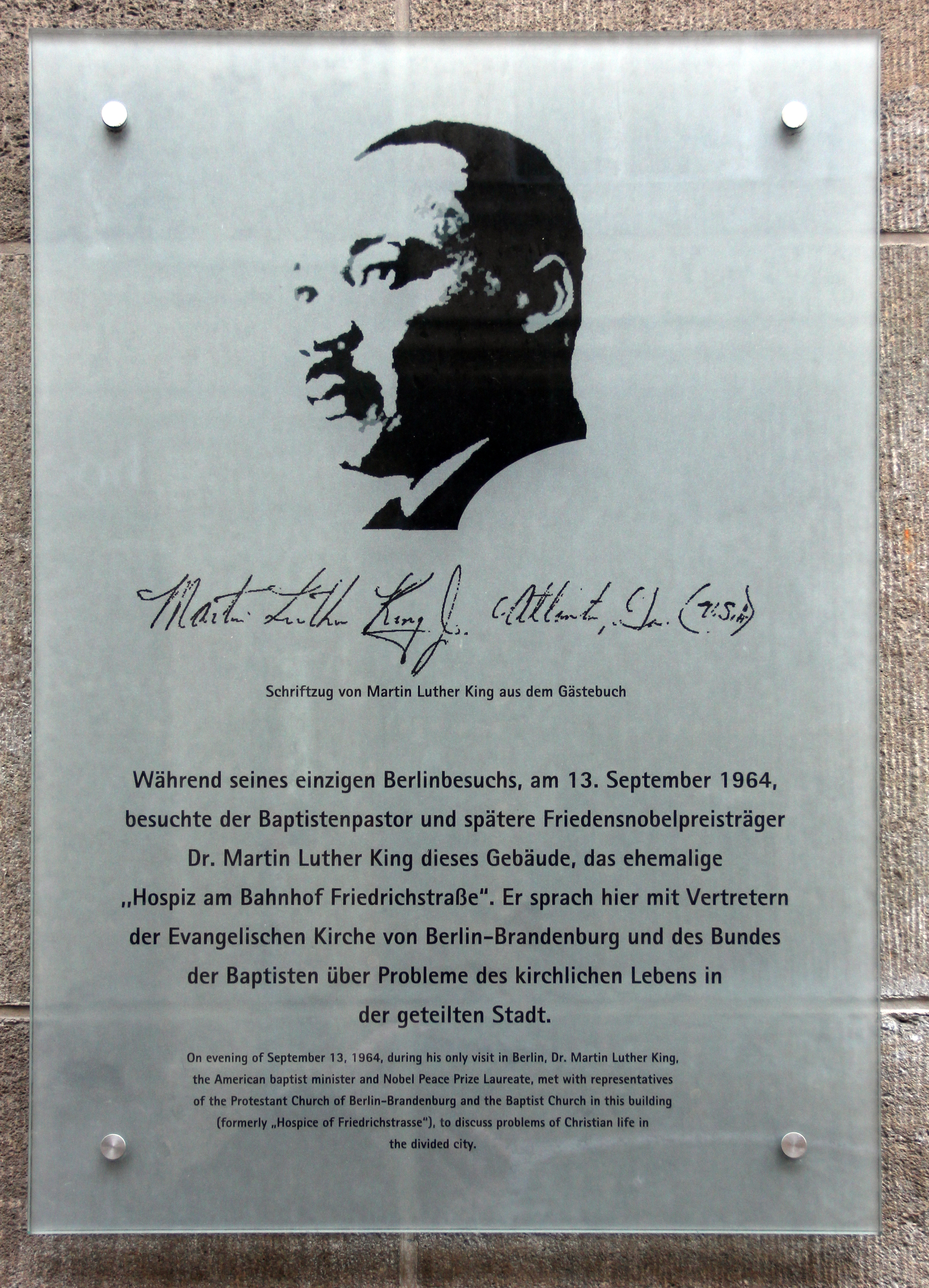
Gedenktafel am Haus Albrechtstraße 8 in Berlin-Mitte

## Entstehung des King-Code-Projektes
„50 Jahre nach der Rede von Dr. Martin Luther King jr. bleiben seine Worte aktuell denn je. Dies wurde beim Radio-Interview der King-Code Schüler mit Sebastian Noß von 98.2 Radio Paradiso deutlich. Zuvor hatten die Schüler die Rede Dr. Kings von 1963 gesehen und kamen in den Räumen des Rosa-Luxemburg-Gymnasiums miteinander ins Gespräch. Die Schüler berichteten von ihren Erlebnissen mit Diskriminierung & Rassismus im Alltag und der Schule, sprachen aber auch über ihre Träumen und Wünsche in Bezug auf die Rede von Dr. King. Die Radiobeiträge sind auf der Projekthomepage nachzuhören.“

Die Schüler trafen sich mit Michael Meyer, einem Jockey, der im September 1964 über den Todesstreifen von Ost- nach West-Berlin flüchtete und auf den 300 Schüsse abgegeben wurden. Sie interviewten Zeitzeugen aus dem kirchlichen Bereich, die ihnen Auskunft gaben, unter welchen Umständen Martin Luther King auch im Ostteil Berlins Predigten in zwei Kirchen halten konnte. Im thüringischen Werdau besuchten Schüler des Projektes ein Martin-Luther-King-Zentrum. In privaten, kirchlichen und Rundfunk-Archiven konnten sie Filme und Tonaufzeichnungen auswerten, die schwer zugänglich und zum Teil vorher nicht bekannt waren.

## Unterstützer und Prominentenstimmen
Zu den Förderern des Projektes gehören das Martin Luther King jr. Memorial Berlin, SCLC Atlanta-Berlin Komitee, das EU-Programm Erasmus+JUGEND IN AKTION, die US-Botschaft Berlin, Deutsches Kinderhilfswerk, Landesinstitut für Schule und Medien Berlin-Brandenburg.
Peter Kloeppel, der Chefredakteur von RTL, war den Schülern bei ihren Forschungen und bei der Darstellung der Ergebnisse behilflich. Auch Wolfgang Thierse stellte sich als Schirmherr für die Aktion zur Verfügung.

„Das Projekt "King-Code" ist ein Beispiel für eine gute Initiative, die dazu beiträgt, Kindern und Jugendlichen die große Wirkung und Bedeutung der Menschenrechte anschaulich und nachhaltig zu vermitteln.“

Der Film entstand im Auftrag von RTL bei der Eikon (Produktionsgesellschaft) in Zusammenarbeit mit der Evangelischen Kirche in Deutschland, gefördert von der Bundesstiftung zur Aufarbeitung der SED-Diktatur.
Der Film ist als DVD in Deutsch/Englisch sowie einer Fassung für Hörgeschädigte bei der Bundesstiftung zur Aufarbeitung der SED-Diktatur erhältlich. Die DVD enthält zusätzlich zahlreiches didaktisches Material inklusive Arbeitsbögen für Schüler. Darüber hinaus ist der Film im Medieninstitut der Länder FWU in einer 25-minütigen Fassung erschienen.

## Aktionen des King-Code-Projektes
Zum Projekt gehören
- Antirassismustrainings,
- Tanzworkshops,
- eine Stadttour mittels QR-Codes
- geführte Stadttouren / zu Fuß oder Rad
- ein Musikworkshop,
- eine Wanderausstellung[10],
- ein Sponsorenlauf,
- ein Musikfestival und
- ein Kunstprojekt.[11]

## Auszeichnungen
- 2013 RESPEKT gewinnt! Ratschlag für Demokratie Berlin
- 2014 Mete-Eksi-Preis / Türkischer Elternverein Berlin und GEW-Berlin
- 2015 Ehrenpreis "Politisches Engagement" des Luxemburg Gymnasiums und des Fördervereins
- 2015 "Demokratisch Handeln" – Bundeswettbewerb
- 2015 2. "Preis Politische Bildung 2015"/ Bundesausschuss Politische Bildung (bap)
- 2015 Landessieger Geschichtswettbewerb des Bundespräsidenten / Körber-Stiftung
- 2015 Comenius EduMedia Award / Medaille – Europäischer Multimediawettbewerb